# Sport en Arménie
Un large éventail de sports est pratiqué en Arménie. Les sports populaires y sont le football, le basket-ball, le volley-ball et le hockey sur glace,. De plus, le pays envoie des athlètes aux Jeux olympiques comme à Paris en 2024 où le pays est représenté en boxe, lutte, haltérophilie, gymnastique, athlétisme, natation et tir sportif. Sur le plan compétitif, l'Arménie a connu beaucoup de succès à l'haltérophilie, aux échecs, à la gymnastique et à la lutte au niveau international.
Le relief montagneux de l'Arménie offre de grandes possibilités pour la pratique de sports comme le ski et l'escalade. Pays enclavé, les sports nautiques ne peuvent être pratiqués que sur les lacs, notamment le lac Sevan.
Elle accueille également les Jeux panarméniens.

## Organisation
Homenetmen et l'UGAB sont les deux plus grandes organisations qui développent le sport en Arménie,. Ils, notamment Homenetmen, ont ouvert des sections partout dans le monde où une communauté arménienne est présente. Homenetmen organise tous les 3 - 4 ans les Jeux Pan-Homenetmen, dans une ville hôte à travers le monde pour disputer des matchs amicaux avec les différentes diaspora arméniennes dans divers sports tels que le football, le basket-ball, l'athlétisme, la natation et le volley-ball,.

La Fédération arménienne des sports étudiants (en) promeut les sports étudiants et organise des activités et des compétitions sportives étudiantes de niveau national et international.

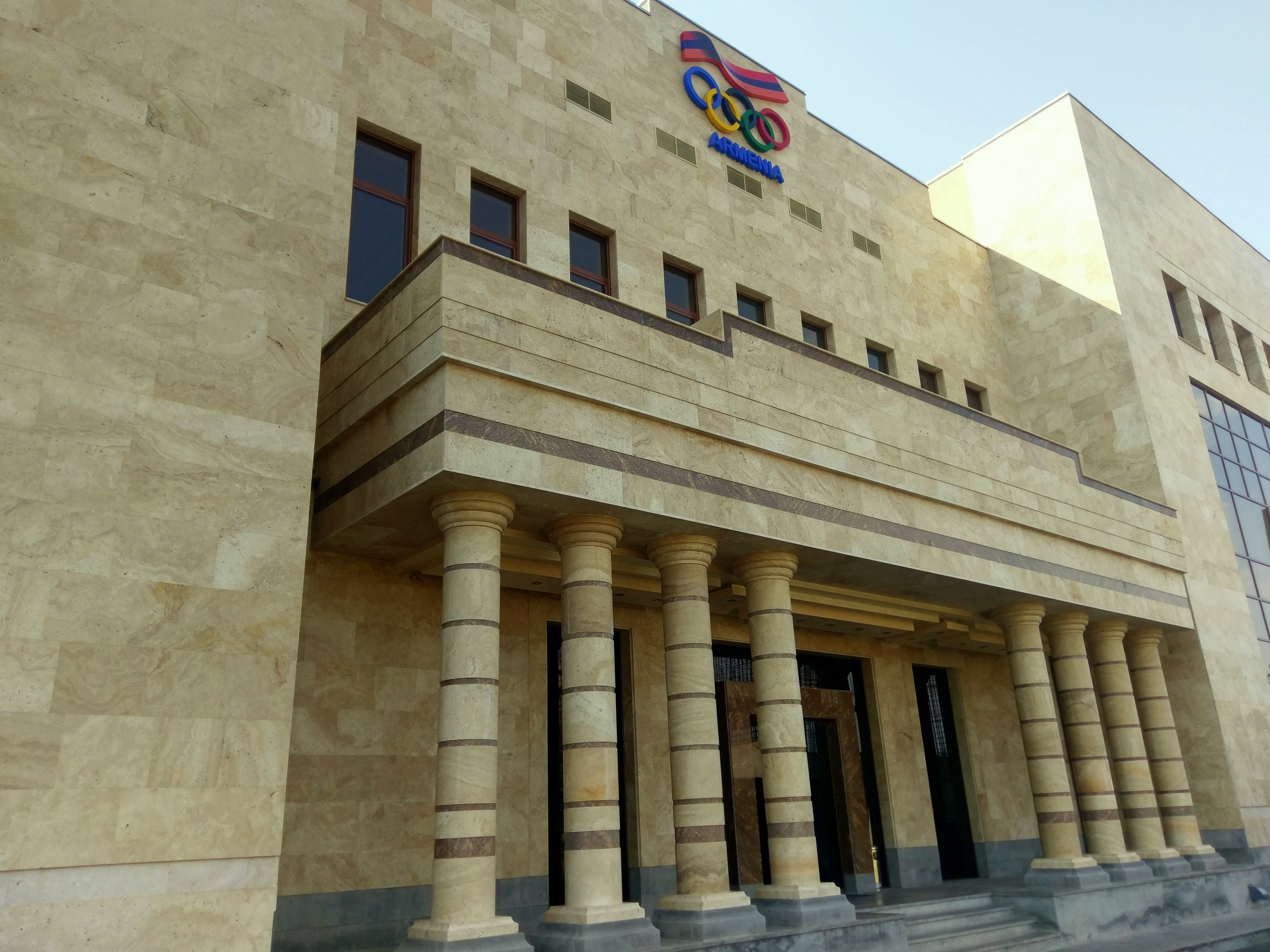
Olympavan, le complexe d'entraînement du Comité olympique arménien à Erevan

Le gouvernement arménien participe aussi à l'essor du sport dans le pays. Il alloue plus de 25 millions d'euros par an au sport via le ministère de l'éducation, des sciences, de la culture et des sports, qui détermine quels programmes devraient bénéficier de ces fonds. De nombreux athlètes recevront directement une partie de cet argent sous la forme d'une aide mensuelle pouvant monter à plus de 2000€. En plus de cela, l'Arménie investit massivement (4 millions d'euros en 2025) pour construire de nombreux nouveaux complexes sportifs et centres d'entrainements. En raison du manque de succès au niveau international, l'Arménie a aussi reconstruit ces dernières années des écoles de sport de l'ère soviétique et les a dotées de nouveaux équipements. Le complexe sportif de Tsaghkadzor a été renovée en 2007 pour améliorer les infrastructures de sports d'hiver en raison des faibles performances lors des récents événements de sports d'hiver. Pour les jeux olympiques de Londres en 2012, le gouvernement avait également promis une récompense en espèces de 700 000 dollars aux Arméniens qui remporteront une médaille d'or.

## Jeux olympiques
L'Arménie connaît une forte histoire olympique et participe dans de nombreuses disciplines notamment en lutte, haltérophilie, boxe et gymnastique dans lesquels le pays a remporté des médailles dont deux titres olympiques en lutte. Le premier arménien médaillé olympique est aussi un lutteur et remonte en 281 ap. JC avec le roi d'Arménie Tiridate III.
Les Jeux olympiques modernes commencent, pour les arméniens, aux Jeux olympiques Stockolm en 1912. Vahram Papazian (en) et Mguerditch Méguérian (en) ont en effet participé à différentes épreuves d'athlétisme avec l'empire ottoman, sans les avoir remportées.
De 1952 à 1988, les Arméniens participaient aux Jeux olympiques en représentant l'URSS. La première médaille remportée par un Arménien dans l'histoire olympique moderne fut celle de Hrant Shahinyan, qui remporta deux médailles d'or en gymnastique (anneaux) aux Jeux olympiques d'été de 1952 à Helsinki.
Après son indépendance, l'Arménie participe deux fois avec l'équipe unifiée dont une fois aux Jeux olympiques d'été de 1992 à Barcelone, où elle connaît du succès avec quatre médailles. Depuis les Jeux olympiques d'hiver de 1994 à Lillehammer, l'Arménie a participé à toutes les éditions des Jeux olympiques en tant que nation indépendante jusqu'à Paris 2024. Le premier titre olympique d'un athlète sous les couleurs de l'Arménie aux Jeux olympiques modernes intervient durant l'édition de 1996 à Altlanta avec Armen Nazaryan, médaillé d'or en lutte.

## Disciplines

### Lutte

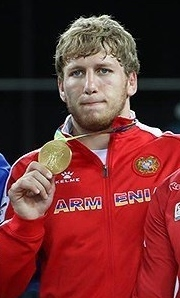
Artur Aleksanyan

La lutte est un sport à succès pour l'Arménie aux Jeux olympiques. Aux Jeux d'été de 1996 à Atlanta, Armen Nazaryan remporte la médaille d'or et Armen Mkrtchyan l'argent devenant ainsi les deux premières médailles olympiques de l'Arménie dans son histoire moderne (post URSS). Avec les deux médaillés d'or, Armen Nazaryan (1996) et Artur Aleksanyan (2016), et les trois médaillés d'argent, Armen Mkrtchyan (1996),Arsen Julfalakyan (2012) et Artur Aleksanyan (2020 et 2024), la lutte est le sport olympique le plus réussi à l'Arménie. Avec les médailles de bronze, environ la moitié des médailles olympiques de l'Arménie proviennent de la lutte, dont les deux seules médailles d'or de l'histoire de l'Arménie aux Jeux olympiques,,.
L'Arménie a aussi accueilli la Coupe du monde masculine de lutte gréco-romaine (en) en 2010 et est arrivée à la troisième place du classement général masculin. Les lutteurs arméniens ont remporté individuellement trois des sept médailles d'or.
La lutte arménienne traditionnelle est appelée kokh (en) de l'arménien Կոխ (am) et se pratique en costume traditionnel. C'était l'une des influences données par le sport de combat soviétique du sambo, qui est également très populaire. Le Sambo en Arménie est réglementé par la Fédération Arménienne de Sambo (en).

### Football

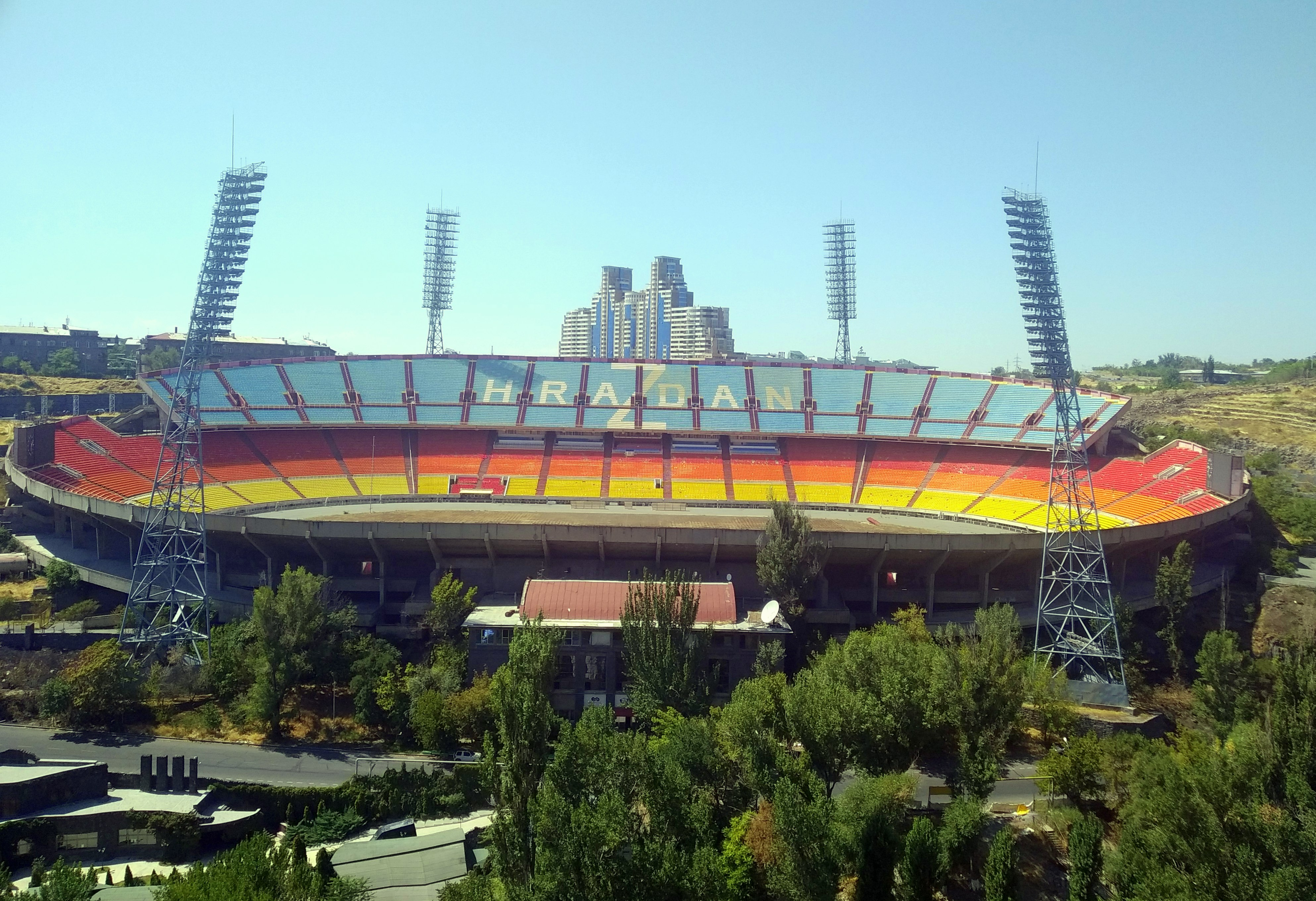
stade Hrazdan

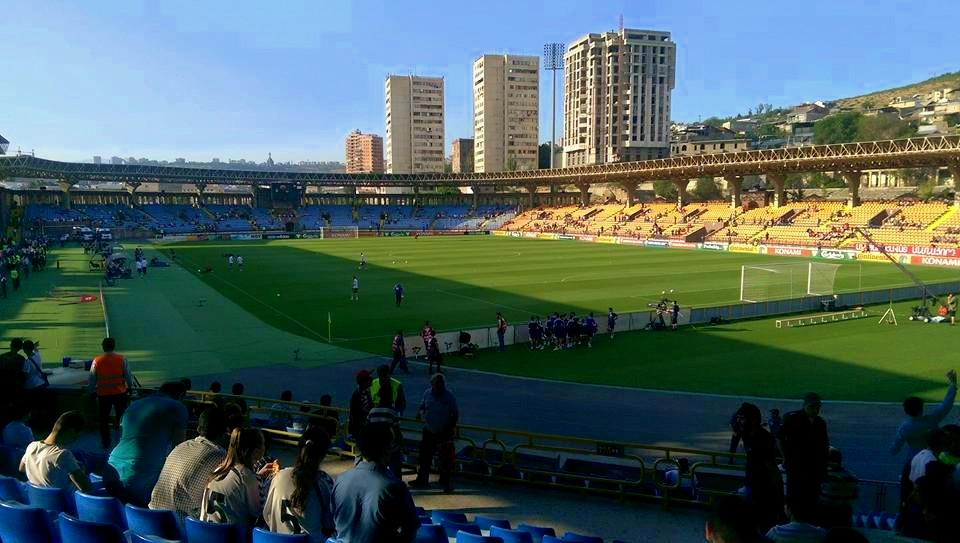
Stade Républicain Vazgen-Sargsian, terrain de l'équipe nationale arménienne de football

Le football est le sport le plus populaire en Arménie. L'Arménie jouait au sein de l'équipe nationale de football de l'URSS. L'Arménie a joué au sein de l'URSS jusqu'en 1992. Le FC Ararat Erevan a remporté le Championnat d'Union soviétique de football en 1973 et a par ailleurs remporté la victoire à domicile contre le FC Bayern Munich lors de la Coupe d'Europe 1974-1975.
L'équipe nationale arménienne de football a disputé son premier match officiel contre la Moldavie le 12 octobre 1992. L'équipe nationale est dirigée par la Fédération arménienne de football. La Première Ligue arménienne est la compétition de football de haut niveau en Arménie. La ligue se compose actuellement de onze équipes et relègue en First Ligue arménienne. Au fil des années, la ligue a évolué d'une petite compétition composée de seulement huit équipes à deux divisions distinctes. L'Arménie compte également de nombreux sites de football, tels que le stade Hrazdan et le stade républicain Vazgen-Sargsyan.
Nikita Simonyan est un footballeur arménien important de l'époque soviétique qui a fait carrière à haut niveau entre 1944 et 1985. Il fut membre de l'équipe nationale de football de l'Union soviétique⁣⁣ médaillée d'or aux Jeux olympiques d'été de 1956. Il a aussi gagné quatre fois le Championnat d'Union soviétique de football ainsi que deux fois la Coupe d'Union soviétique de football en jouant pour le FC Spartak Moscou. Simonyan est également devenu à trois reprises le meilleur buteur du Championnat d'Union soviétique de football. Il détient par ailleurs le record du plus grand nombre de buts (162) marqués en championnat pour le Spartak Moscou. Après avoir pris sa retraite, il est devenu entraîneur du Spartak Moscou puis du FC Ararat Erevan. Les deux équipes ont remporté le Championnat d'Union soviétique de football sous la direction de Nikita Simonyan. Il a aussi entrainé l'équipe nationale de football de l'Union soviétique,.

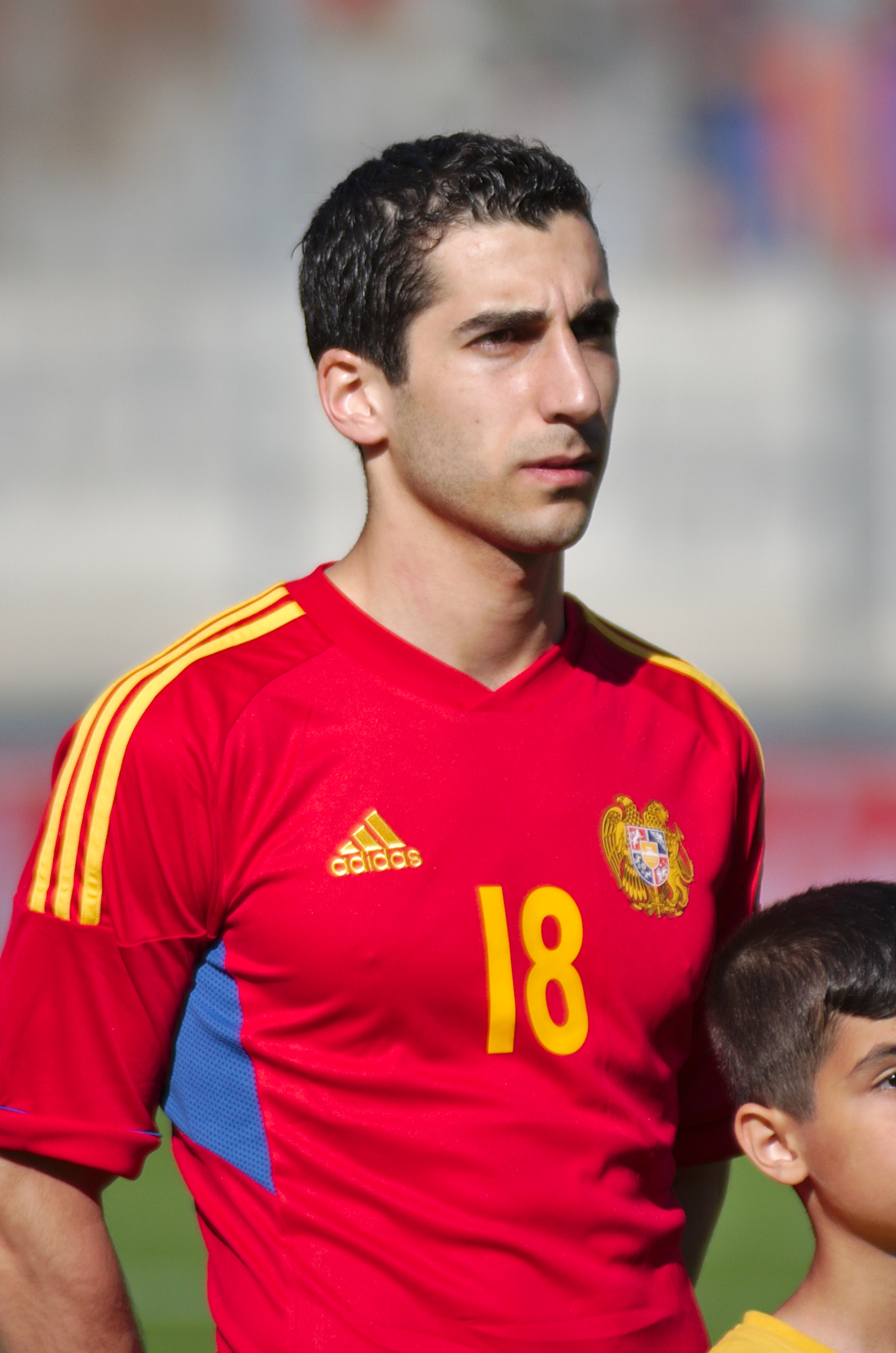
Henrikh Mkhitaryan

Henrikh Mkhitaryan est un joueur actuel de l'Inter Milan et un ancien capitaine de l'équipe nationale arménienne. C'est l'un des footballeurs arméniens les plus importants de ces dernières années. Mkhitaryan a remporté la Premier League arménienne à quatre reprises en tant que joueur du FC Pyunik. Il a également reçu neuf fois le prix du footballeur arménien de l'année. Mkhitaryan est aussi le meilleur buteur de tous les temps de l'équipe nationale d'Arménie avec 32 buts,. De nombreux autres joueurs arméniens ont joué dans les ligues nationales européennes, notamment Arthur Petrosyan, Sargis Hovsepyan, Roman Berezovsky, Edgar Manucharyan et Yura Movsisyan.
De nombreux footballeurs de la diaspora arménienne représentent et représentaient leur pays de naissance. Les joueurs les plus remarquables sont notamment Youri Djorkaeff et Alain Boghossian qui faisaient tous les deux partie de l'équipe de France gagnante de la Coupe du Monde de 1998. Andranik Eskandarian et Andranik Teymourian d'Iran, Alecko Eskandarian des États-Unis, Kevork Mardikian et Mardik Mardikian de Syrie, Wartan Ghazarian et Agop Donabidian (en) du Liban sont aussi des joueurs notables de la diaspora arménienne.

### Échecs
Les échecs restent le sport de l'esprit le plus populaire d'Arménie ainsi que l'un des sports les plus populaires en général. Il est largement pratiqué en Arménie et dans la diaspora arménienne, où les écoles arméniennes l'encouragent comme activité scolaire et extrascolaire. Les joueurs d'échecs d'origine arménienne ont connu beaucoup de succès sur la scène d'échecs internationale. Les joueurs d'échecs notables d'Arménie comprennent Tigran Petrosian, Levon Aronian, Vladimir Akopian, Gabriel Sargissian, Sergei Movsesian et Rafael Vaganian. Le légendaire joueur d'échecs Garry Kasparov est d'origine arménienne.

L'Arménie a remporté le Championnat d'Europe d'échecs par équipes dans les sections masculines (1999) et féminine (2003). L'équipe masculine de 1999 était composée de Smbat Lputian, Artashes Minasian, Ashot Anastasian, Levon Aronian et Arshak Petrosian. L'équipe féminine de 2003 était composée d'Elina Danielian, Lilit Mkrtchian et Nelly Aginian.

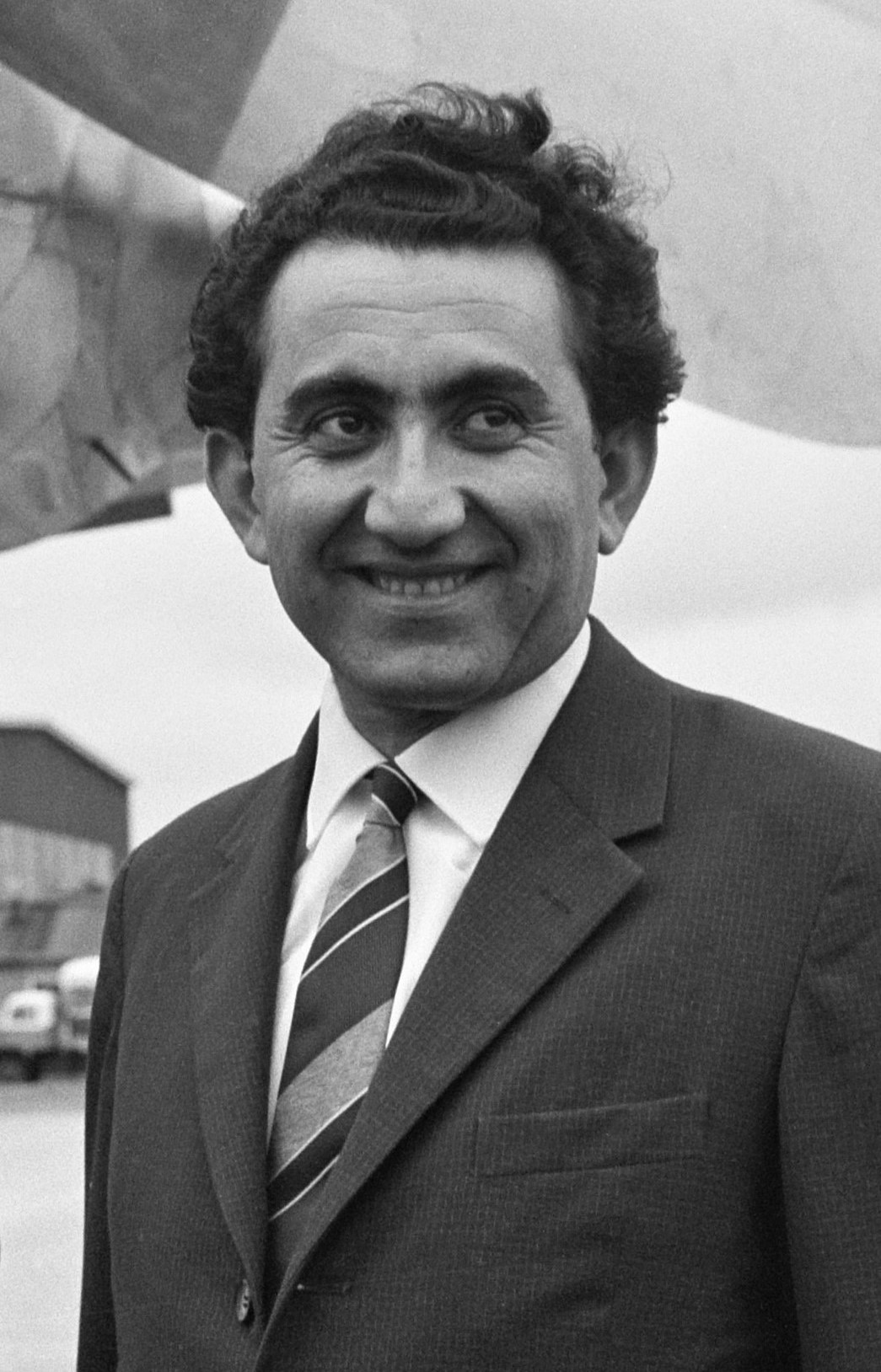
Tigran Petrosian

Tigran Petrosian est une des premières figures mondiale des échecs arméniens et est sacré champion du monde d'échecs chaque année de 1963 à 1969.
Levon Aronian a aussi remporté la Coupe du monde d'échecs en 2005 et en 2017 avant de rejoindre la Fédération américaine des échecs en 2021 pour la suite de sa carrière.
En 2006, l'équipe d'échecs arménienne masculine composée de Levon Aronian, Vladimir Akopian, Gabriel Sargissian, Karen Asrian, Artashes Minasian et Smbat Lputian a remporté l'Olympiade d'échecs à Turin. Deux ans plus tard, l'Arménie a défendu avec succès son titre à l'Olympiade d'échecs à Dresde et s'impose une troisième fois quelques années plus tard lors de l'Olympiade d'échecs de 2012,.
L'Arménie a remporté le Championnat du monde d'échecs par équipes en 2011, contre les dix meilleures équipes du monde, dont la Russie et la Chine. Les membres de l'équipe d'échecs arménienne étaient Levon Aronian, Sergei Movsesian, Vladimir Akopian, Gabriel Sargissian et Robert Hovhannisyan.
L'Arménie se classe actuellement au 10ᵉ rang du classement mondial de la Fédération internationale des échecs. La nation a également contribué à l'Union soviétique avec notamment Tigran Petrosian et Rafael Vaganian. Elle s'est classée première 18 fois en 19 participations aux Olympiades d'échecs.

### Haltérophilie

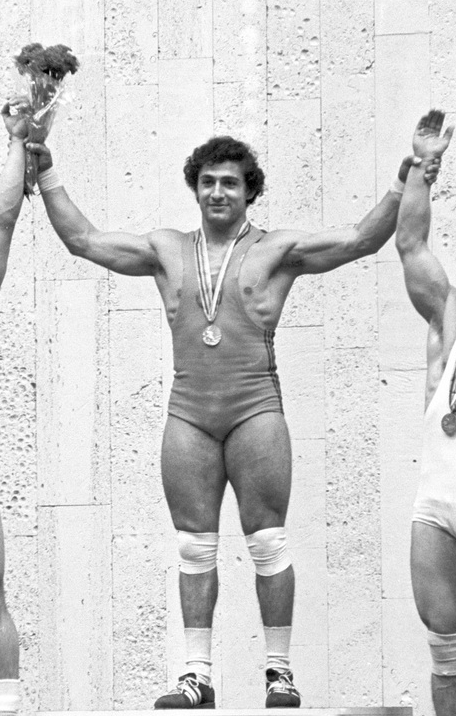
Yurik Vardanyan

L'haltérophilie a aussi été un sport à succès pour l'Arménie aux Jeux olympiques. Arsen Melikyan a remporté une médaille de bronze dans la catégorie hommes poids moyen (77 kg) aux Jeux olympiques d'été de 2000, ce qui en fait la première médaille olympique de la République indépendante d'Arménie en haltérophilie.
En avril 2007, l'équipe nationale d'Arménie a remporté les Championnats d'Europe 2007 à Strasbourg, avec 10 médailles d'or. Nazik Avdalyan et Tigran Gevorg Martirosyan sont tous deux devenus champions du monde d'haltérophilie en 2009 et 2010, respectivement.
Avant la création d'une Arménie indépendante, des haltérophiles arméniens comme Yurik Sarkisyan, Oksen Mirzoyan (en) et Yurik Vardanyan concouraient pour l'Union soviétique et remportaient beaucoup de succès (7 fois champions du monde et 5 fois champions d'Europe). Vardanyan a remporté la médaille d'or aux Jeux olympiques d'été de 1980, devenant ainsi le premier haltérophile au monde à atteindre un total de 400 points dans la catégorie de poids de 82,5 kg. Il a obtenu le titre de Maître des sports honoré de l'URSS en 1977 et a reçu l'Ordre de Lénine en 1985. Yurik Vardanyan, Yurik Sarkisian et Oksen Mirzoyan (en) ont établi plusieurs records du monde au cours de leur brillante carrière.

### Boxe
La boxe est aussi un sport populaire en Arménie. Le pays envoie régulièrement des concurrents aux Jeux olympiques et y a remporté deux médailles de bronze, jusqu'en 2024, avec  Hrachik Javakhyan lors des Jeux olympiques de 2008 à Pékin et Hovhannes Bachkov aux Jeux olympiques de 2020 à Tokyo,.
En boxe professionnelle, Vic Darchinyan et Arthur Abraham ont tous deux remporté des titres mondiaux dans différentes divisions de poids,. Susianna Kentikian est l'une des rares athlètes féminines arméniennes tous sports confondus à avoir remporté des titres mondiaux en boxe féminine.

### Basketball
Malgré la popularité du basket-ball en Arménie en hausse, l'équipe nationale masculine du pays n'a fait la une des journaux internationaux que récemment en remportant le Championnat d'Europe des petits pays en 2016 et 2022. Les meilleurs basketteurs arméniens jouent principalement aux États-Unis et Espagne.
La toute première saison de la compétition nationale de basket-ball professionnelle d'Arménie connue sous le nom de Armenia Basketball League A a été lancée en octobre 2017 avec 7 équipes participantes, représentant les villes d'Erevan (4 équipes), Gyumri, Artik et Stepanakert.

### Gymnastique artistique
L'Arménie a produit de nombreux champions olympiques de gymnastique artistique à l'époque soviétique, tels que Hrant Shahinyan (champion olympique en 1952 et 1960), Albert Azaryan (champion olympique en 1956 et 1960) et Eduard Azaryan (champion olympique en 1980). Le succès des gymnastes arméniens dans les Jeux olympiques a grandement contribué à la popularité de ce sport dans le pays. Ainsi, de nombreux Arméniens sont présents aux championnats d'Europe et du monde, notamment Artur Davtyan.
La capitale Erevan compte de nombreuses écoles publiques de gymnastique artistique, notamment l'école Albert Azaryan ouverte en 1964 et l'école Hrant Shahinyan ouverte en 1965,.

### Futsal
Le futsal est aussi un sport populaire en Arménie surtout à travers la ligue nationale de futsal, la Armenian Futsal Premier League (en). Actuellement, 8 équipes participent à la ligue arménienne de futsal, représentant les villes d'Erevan, Gyumri, Vanadzor, Kapan et Alaverdi. L'équipe nationale arménienne de futsal (en) existe mais n'a rien gagné de notable.